# Kościół Świętych Apostołów Piotra i Pawła w Radoszycach
Kościół Świętych Apostołów Piotra i Pawła w Radoszycach – rzymskokatolicki kościół parafialny znajdujący się w mieście Radoszyce, w województwie świętokrzyskim. Należy do dekanatu radoszyckiego diecezji radomskiej.

## Historia
Obecna świątynia została zbudowana lub gruntownie przebudowana w pierwszej połowie XVII stulecia. kościół został odnowiony razem z dobudowaniem czworobocznej wieży zachodniej w 1846 roku. Ponownie świątynia została przebudowana w latach 1901-1902. Kaplica północna, pod wezwaniem świętej Anny, ufundowana przez Krzysztofa Wirtelicjusza, została dobudowana w 1631 roku. Kaplica południowa została wzniesiona przed 1620 rokiem, a w XIX stuleciu została poddana gruntownej przebudowie. W XVII wieku do prezbiterium od strony północnej została dobudowana zakrystia. W późniejszym czasie od strony południowej zostały dobudowane: druga zakrystia i skarbczyk. Kościół jest orientowany, wzniesiony z kamienia.

## Architektura
Ołtarz główny z krucyfiksem i wizerunkami świętych, reprezentuje styl barokowy i powstał w końcu XVII wieku. Ołtarze boczne powstały również w stylu barokowym, tak samo jak ambona, chór muzyczny i prospekt organowy. Najstarszym zabytkiem kościoła jest kamienna chrzcielnica w stylu późnogotyckim, pochodząca z początku XVI stulecia.

## Galeria

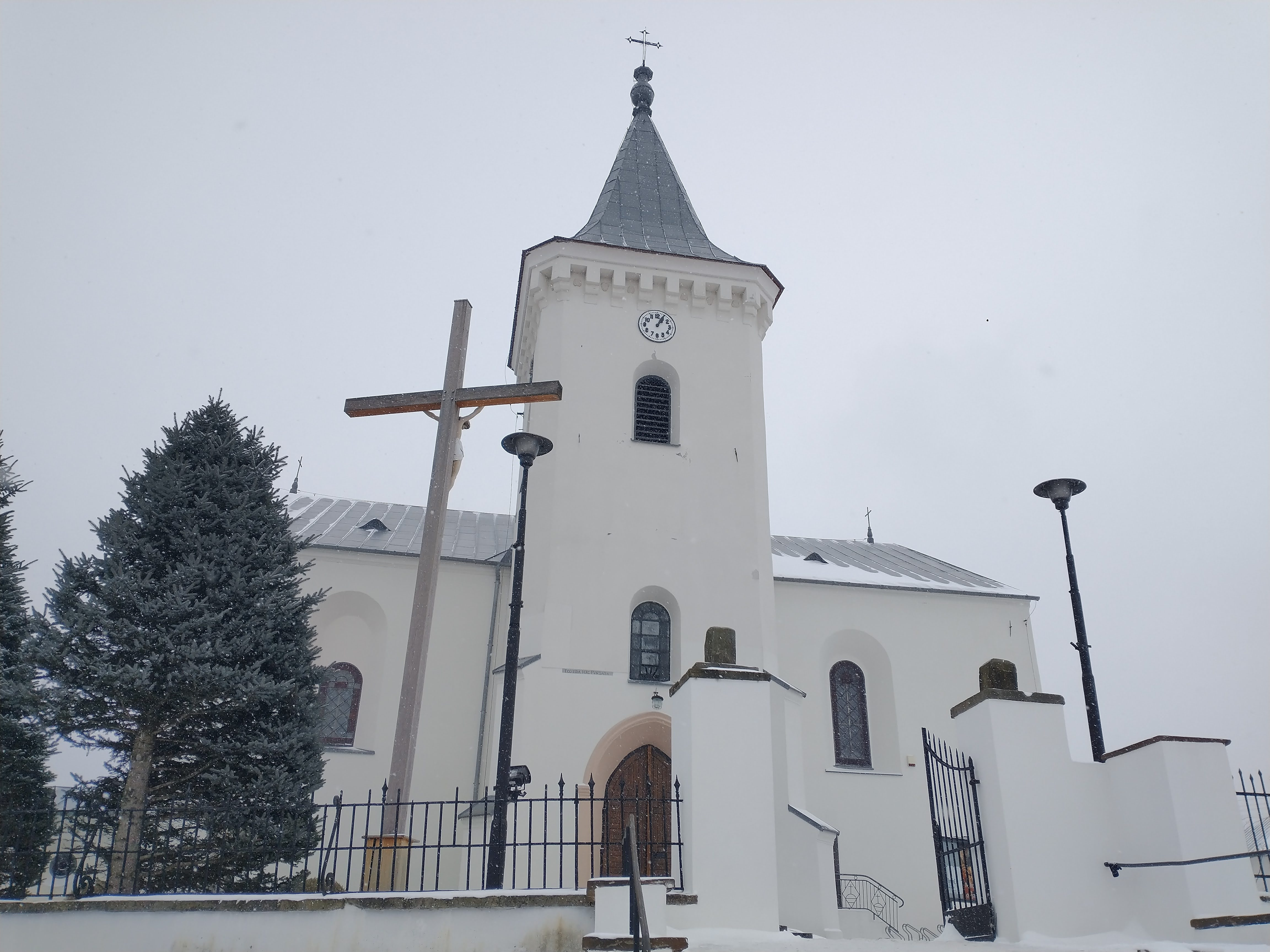
Elewacja frontowa
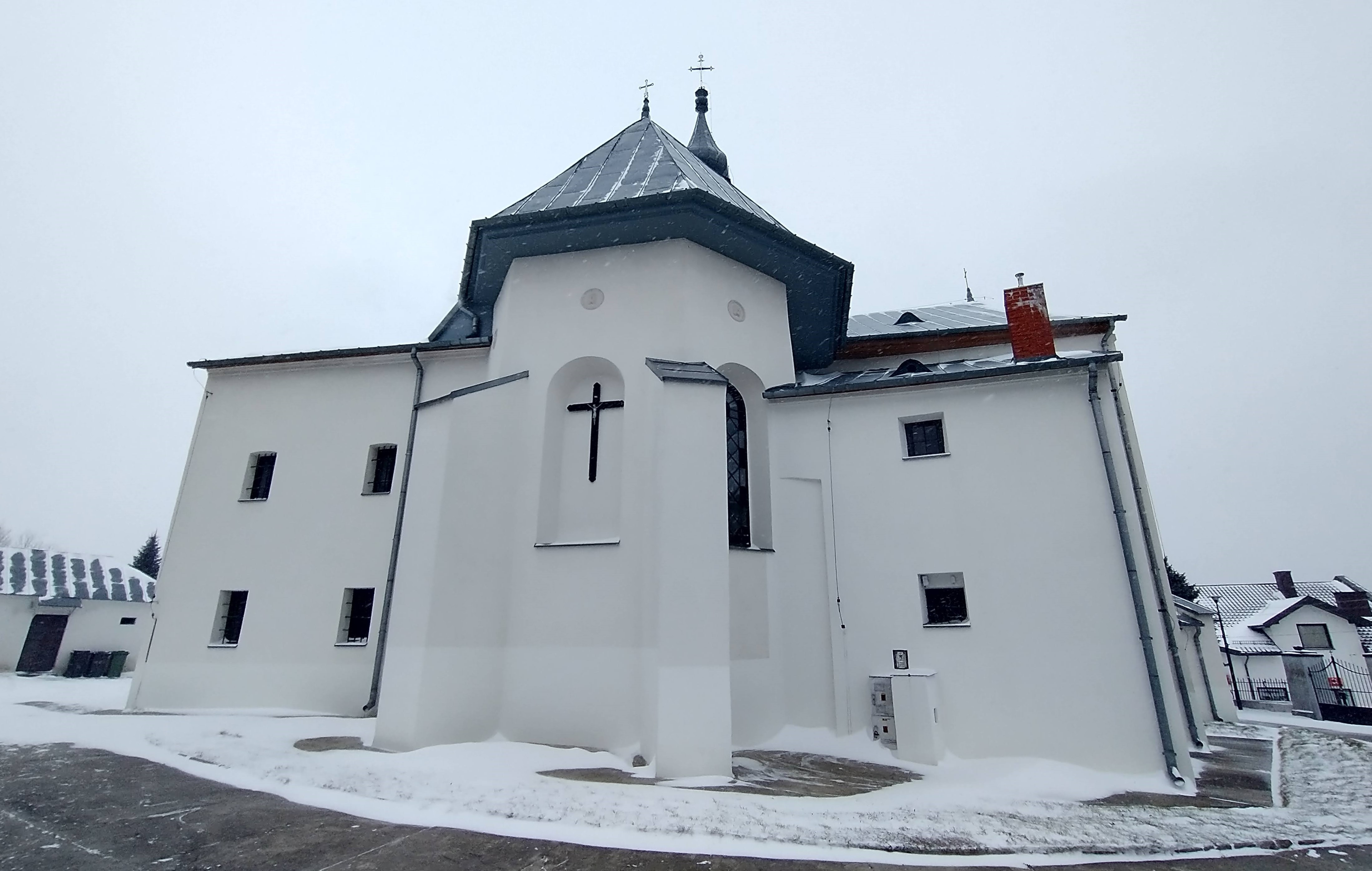
Widok od prezbiterium
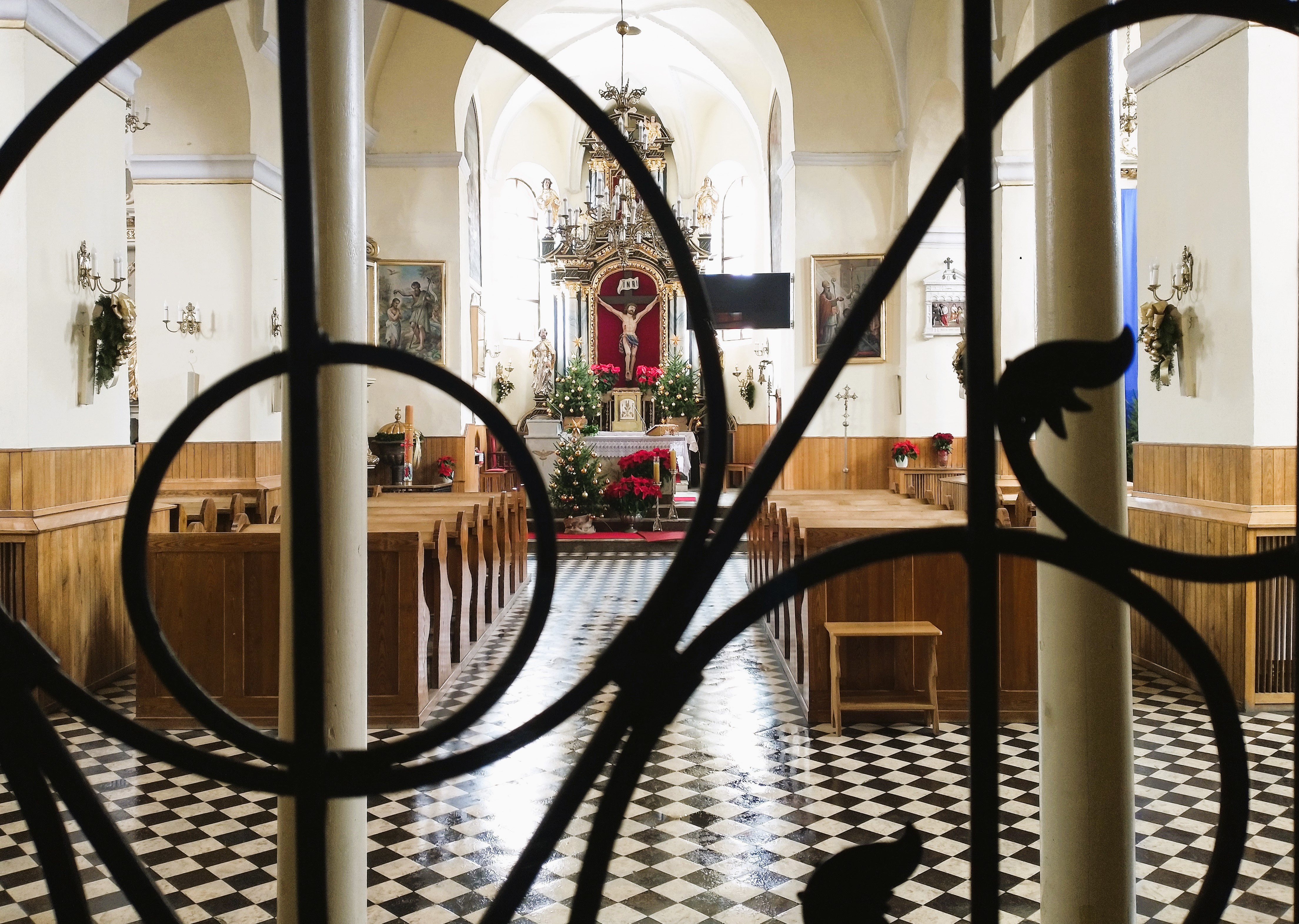
Wnętrze i ołtarz